# Manavgat Nehri
Il fiume Manavgat è un fiume turco tagliato dalle dighe di Oymapınar e Manavgat. Ha la sua sorgente nel Tauro, quindi si dirige verso sud e si getta nel Mar di Levante dopo aver attraversato la città di Manavgat. Plinio il Vecchio situa il limite orientale della Cilicia sul fiume Manavgat che chiama Melas